# El reír de los cantares
“El reír de los cantares” es un espectáculo del conjunto humorístico de instrumentos informales Les Luthiers. Se estrenó el jueves 27 de julio de 1989 en el Teatro Fundación Astengo (de Rosario, Argentina) y su última representación fue llevada a cabo el sábado 7 de marzo de 1992 en Teatro de la Ciudad (de México DF). El nombre es una parodia del libro del Antiguo Testamento, el Cantar de los Cantares.
Para este espectáculo fue escrita la obra Orratorio de las ratas, la cual fue representada en un par de ocasiones antes de ser retirada del repertorio. Un dato curioso con respecto a esta obra es que, siendo atribuida al legendario compositor inventado Johann Sebastian Mastropiero, comparte el mismo número de opus que la Candonga de los colectiveros, que también se supone de Mastropiero.
Otra obra que se eliminó del show fue Ámami, oh Beatrice, que estuvo en cartel solamente el primer año, para después ser retirada sin ser reemplazada por otra obra.
En España cambiaron el nombre de la obra Romeo y Juan Carlos por Romeo y Jose Luis, por ser Juan Carlos el nombre del rey de España.

## Instrumentos estrenados
- Gaita de cámara, en la obra Vote a Ortega. Los intérpretes eran Jorge Maronna, Carlos Núñez Cortés y Daniel Rabinovich.
- Clamaneus, en la obra Vote a Ortega. El intérprete era Jorge Maronna.

## Créditos y elenco
- Les Luthiers: Carlos López Puccio, Jorge Maronna, Marcos Mundstock, Carlos Núñez Cortés y Daniel Rabinovich.
- Luthier de Les Luthiers: Carlos Iraldi
- Colaborador creativo: Roberto Fontanarrosa
- Diseño de iluminación: Ernesto Diz
- Asesoramiento coreográfico: Esther Ferrando
- Coordinación Técnica: Francesco Poletti
- Sonido: Oscar Amante
- Técnico en electrónica: Héctor Isamu
- Operador suplente de luces y sonidos: Luis Barba
- Prensa y colaborador en escena: Daniel Aisenberg
- Asistencia de instrumentos y colaborador de escena: Oscar Rodríguez
- Asistente: Jorge Coiman
- Gerente: Rubén Scarone

## Programa
- Romeo y Juan Carlos (trailer cinematográfico)
- Fly Airways (aires aéreos)
- Don Juan de Mastropiero (dúo de barítono y tenorio)
- Vote a Ortega (música proselitista)
- Quién mató a Tom McCoffee (música en serie)
- La hora de la nostalgia (diez minutos de recuerdos)
- Ámami, oh Beatrice (madrigal)
- La balada del 7.º regimiento (canciones en el frente)
- El poeta y el eco (canción..., ón..., ón)
- Selección de bailarines (comedia musical)

### Fuera de programa
- Quien conociera a María amaría a María (canción con mimos)

- Datos: Q5826488